# Vriesea inflata
Vriesea inflata là một loài thuộc chi Vriesea. Đây là loài đặc hữu của Brasil.

## Giống
- Vriesea 'Charm'
- Vriesea 'Charm Too'
- Vriesea 'Chubby'
- Vriesea 'Flirtation'
- Vriesea 'Golden Koi'
- Vriesea 'Infatuation'
- Vriesea 'Sacred Fire'
- Vriesea 'Sunrise'
- xVrieslandsia 'Golden Touch'
- xVrieslandsia 'Swamp Fire'